# Compaq Portable

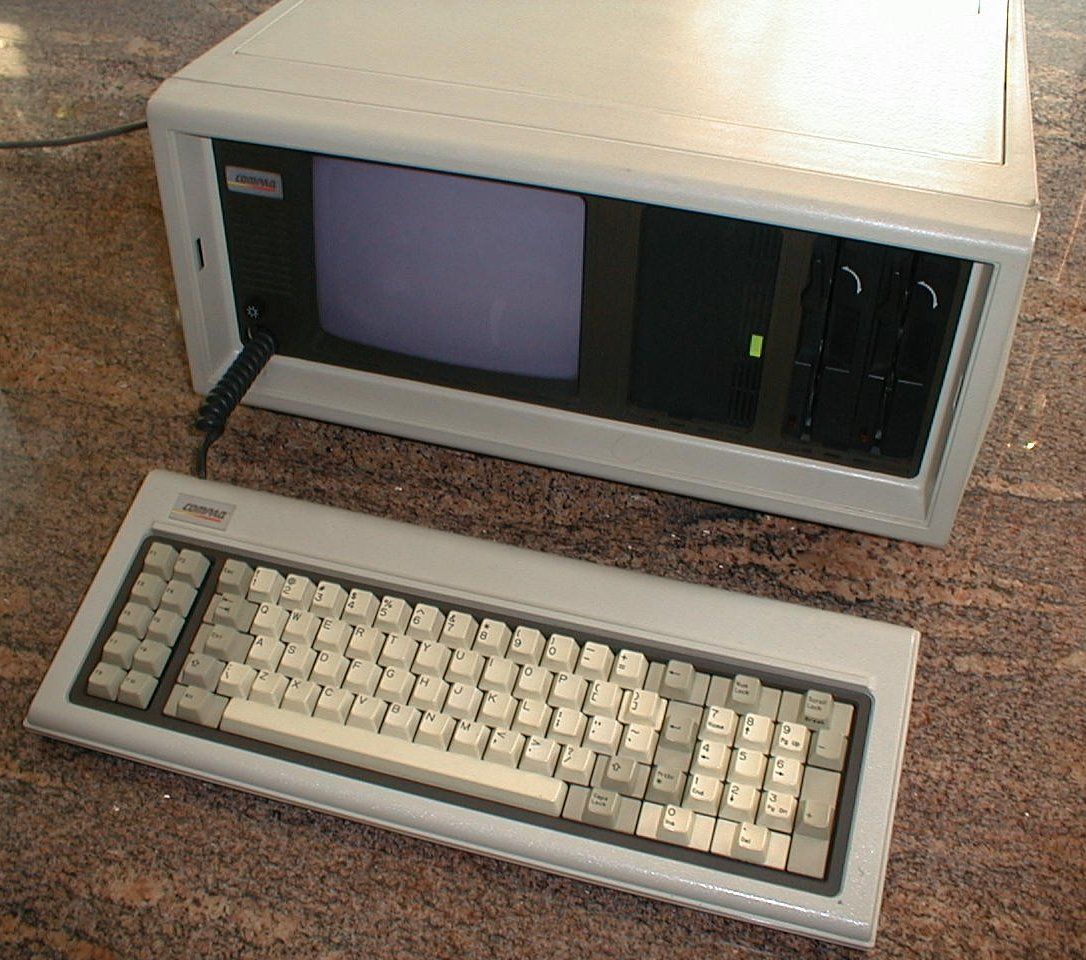
Imatge d'un Compaq Portable

El Compaq Portable va ser el primer ordinador de la sèrie d'ordinadors portables que va comercialitzar la marca Compaq. Va ser el primer ordinador 100% compatible amb l'IBM PC no fabricat per IBM, i a part, va ser el primer PC portable.
Va ser presentat al novembre de 1982 i la seva distribució va iniciar el Gener de 1983 a un preu de 3.590 dòlars. Aquest ordinador, d'una mida similar a una maleta, serà el progenitor dels ordinadors portàtils moderns, un honor compartit amb el Osborne 1 (que usava el CP/M) i el Hyperion (tot i que usava el MS-DOS, no era completament compatible).
Compaq va vendre 53.000 unitats en el seu primer any.
El disseny del Portable s'inspirava amb el prototip de Xerox PARC de l'any 1976 (el NoteTaker). El seu pes, de 12,5 kg (28 lb), permetia encabir-lo en una maleta d'una mida similar a la d'una màquina de cosir.
La configuració del maquinari és molt semblant a la de l'IBM PC, encara que amb diferències, com la BIOS que era de Compaq. Menció especial cal destacar al xip gràfic capaç de mostrar caràcters a 9x14 (en comptes dels 8x8); això permet el monitor canviar a 200 o 350 scanlines; tot i que aquesta característica el feia més car que la d'IBM, permetia a Compaq combinar la capacitat gràfica de la Color Graphics Adapter i la claredat dels textos que oferia la Monochrome Display Adapter (ambdós d'IBM, convertint el Compaq Portable en una eina força útil pels fulls de càlcul. Aquesta tecnologia la usarà també en el Compaq Deskpro.
Gràcies en part que Microsoft tenia el dret de llicenciar MS-DOS a altres fabricants i a les peculiaritats del PC van permetre a Compaq crear aquest ordinador; no obstant, la part que va dur de copiar va ser la BIOS, la qual Compaq va recórrer a l'enginyeria inversa gastant-se 1 milió de dòlars.
Tot i que van haver moltes companyies que es van llençar a la fabricació d'ordinadors compatibles, cap va arribar al nivell de compatibilitat amb l'IBM PC que Compaq tenia (parlem d'un 95%) fins que empreses com Phoenix Technologies van començar a vendre BIOS (a través de l'enginyeria inversa al mercat.
Posteriorment s'oferiran altres models, com la Portable Plus, Portable 286, Portable II, Portable III i Portable 386.

## Especificacions
- Processador Intel 8088 a 4,77 Mhz
- Memòria RAM de 128 kb, ampliables a 640 kb.
- Pantalla de 9" monocromàtica de 80x25 (línies de text).
- Targeta gràfica compatible amb Color Graphics Adapter.
- 2 unitats de 5,25" de 360 kb.
- 1 port paral·lel (port d'expansió).
- Sistema operatiu MS-DOS.